# Гравітаційне збагачення корисних копалин у потоці води, що тече по похилій поверхні

Гравітаційне збагачення корисних копалин у потоці води, що тече по похилій поверхні — здійснюється в шлюзах, ґвинтових сепараторах і на концентраційних столах та струминних сепараторах (жолобах).

## Принцип дії
Пульпа в цих апаратах рухається по похилій площині під дією сили ваги. Струмінь води, що тече по похилій площині, зі зваженими в ньому частинками, зазнає при цьому опір, створюваний шорсткістю поверхні, рифлями, осілими частинками. На частинку, що рухається в потоці, діють такі сили:
– гравітаційна,
– динамічного тиску потоку,
– динамічного впливу вертикальної складової швидкості вихрових водних потоків, що утворюються при турбулентних режимах,
– тертя.
Мінеральні зерна залежно від їхньої форми під дією сукупності сил ковзають або перекочуються по дну, періодично піднімаються вихровими струменями і переміщаються водяним потоком у зваженому стані, потім знову торкаються дна і т. д.
Дрібні і легкі частинки будуть переміщатися водяним потоком по похилій площині з більшою швидкістю, ніж великі і важкі, тому що швидкість падіння частинки залежить від її розміру і густини.